# Стража (Алба)
Стража (рум. Straja) — село у повіті Алба в Румунії. Входить до складу комуни Бергін.
Село розташоване на відстані 261 км на північний захід від Бухареста, 8 км на схід від Алба-Юлії, 79 км на південь від Клуж-Напоки.

## Населення
За даними перепису населення 2002 року у селі проживали 383 особи.
Національний склад населення села:
| Національність | Кількість осіб | Відсоток |
| -------------- | -------------- | -------- |
| румуни         | 375            | 97,9%    |
| угорці         | 5              | 1,3%     |

Рідною мовою назвали:
| Мова      | Кількість осіб | Відсоток |
| --------- | -------------- | -------- |
| румунська | 377            | 98,4%    |
| угорська  | 6              | 1,6%     |